# Ehretia namibiensis
Ehretia namibiensis är en strävbladig växtart. Ehretia namibiensis ingår i släktet Ehretia och familjen strävbladiga växter.

## Underarter
Arten delas in i följande underarter:
- E. n. kaokoensis
- E. n. namibiensis